# 4e étape du Tour d'Espagne 2022
Pour un article plus général, voir Tour d'Espagne 2022.
La 4e étape du Tour d'Espagne 2022 se déroule le mardi 23 août 2022 de Vitoria-Gasteiz à Laguardia dans le Pays basque, sur une distance de 153,5 km.

## Parcours
Cette première étape espagnole se court sur un parcours vallonné comprenant deux ascensions : le Puerto de Opakua (col de 2e catégorie, sommet après 62 km de course) et le Puerto de Herrera (col de 3e catégorie) dont le sommet se situe à 14,5 km de l'arrivée dans le village médiéval de Laguardia situé au bas de la descente de ce col mais accessible après une dernière montée d'un kilomètre.

## Déroulement de la course
En début d'étape, six hommes devancent le peloton et creusent un écart : le Kazakh Alexey Lutsenko  (Astana),  l'Italien Alessandro De Marchi (Israel Premier-Tech), le Britannique James Shaw (EF Education), l'Australien Jarrad Drizners (Lotto Soudal) et les Espagnols Joan Bou (Euskaltel-Euskadi) et Ander Okamika (Burgos BH). Peu après le sprint intermédiaire de Lagran au km 118, les trois derniers rescapés de cette échappée (Lutsenko, De Marchi et Shaw) sont repris par le peloton. Sur les pentes du Puerto de Herrera, le peloton s'égraine. Après la descente de ce col de troisième catégorie puis la montée du raidillon final vers Laguardia, Primož Roglič (Jumbo Visma) accélère aux 200 mètres, s'impose facilement et s'empare du maillot rouge. Après quatre étapes, le Slovène est le quatrième coureur différent de l'équipe Jumbo Visma à revêtir le maillot de leader de cette Vuelta.

## Résultats

### Classement de l'étape
| \| Classement de l'étape \| Classement de l'étape \| Classement de l'étape \| Classement de l'étape \| Classement de l'étape \| \| Coureur \| Coureur \| Pays \| Équipe \| Temps \| \| --------------------- \| --------------------- \| --------------------- \| ---------------------- \| --------------------- \| \| 1er \| Primož Roglič \| Slovénie \| Jumbo-Visma \| 3 h 31 min 05 s \| \| 2e \| Mads Pedersen \| Danemark \| Trek-Segafredo \| + 0 s \| \| 3e \| Enric Mas \| Espagne \| Movistar Team \| + 0 s \| \| 4e \| Quentin Pacher \| France \| Groupama-FDJ \| + 0 s \| \| 5e \| Pavel Sivakov \| France \| Ineos Grenadiers \| + 0 s \| \| 6e \| Ben O'Connor \| Australie \| AG2R Citroën Team \| + 0 s \| \| 7e \| Ethan Hayter \| Royaume-Uni \| Ineos Grenadiers \| + 0 s \| \| 8e \| Remco Evenepoel \| Belgique \| Quick-Step Alpha Vinyl \| + 0 s \| \| 9e \| Wilco Kelderman \| Pays-Bas \| Bora-Hansgrohe \| + 0 s \| \| 10e \| Jai Hindley \| Australie \| Bora-Hansgrohe \| + 0 s \| |                 |             |                        |                 |
| |                 |             |                        |                 |
| Source : ProCyclingStats |                 |             |                        |                 |
| Classement de l'étape |                 |             |                        |                 |
| Coureur | Coureur         | Pays        | Équipe                 | Temps           |
| 1er | Primož Roglič   | Slovénie    | Jumbo-Visma            | 3 h 31 min 05 s |
| 2e | Mads Pedersen   | Danemark    | Trek-Segafredo         | + 0 s           |
| 3e | Enric Mas       | Espagne     | Movistar Team          | + 0 s           |
| 4e | Quentin Pacher  | France      | Groupama-FDJ           | + 0 s           |
| 5e | Pavel Sivakov   | France      | Ineos Grenadiers       | + 0 s           |
| 6e | Ben O'Connor    | Australie   | AG2R Citroën Team      | + 0 s           |
| 7e | Ethan Hayter    | Royaume-Uni | Ineos Grenadiers       | + 0 s           |
| 8e | Remco Evenepoel | Belgique    | Quick-Step Alpha Vinyl | + 0 s           |
| 9e | Wilco Kelderman | Pays-Bas    | Bora-Hansgrohe         | + 0 s           |
| 10e | Jai Hindley     | Australie   | Bora-Hansgrohe         | + 0 s           |

## Classements à l'issue de l'étape

### Classement général
| \| Classement général \| Classement général \| Classement général \| Classement général \| Classement général \| \| Coureur \| Coureur \| Pays \| Équipe \| Temps \| \| ------------------ \| ------------------ \| ------------------ \| ---------------------- \| ------------------ \| \| 1er \| Primož Roglič \| Slovénie \| Jumbo-Visma \| 11 h 50 min 59 s \| \| 2e \| Sepp Kuss \| États-Unis \| Jumbo-Visma \| + 13 s \| \| 3e \| Ethan Hayter \| Royaume-Uni \| Ineos Grenadiers \| + 26 s \| \| 4e \| Pavel Sivakov \| France \| Ineos Grenadiers \| + 26 s \| \| 5e \| Tao Geoghegan Hart \| Royaume-Uni \| Ineos Grenadiers \| + 26 s \| \| 6e \| Remco Evenepoel \| Belgique \| Quick-Step Alpha Vinyl \| + 27 s \| \| 7e \| Richard Carapaz \| Équateur \| Ineos Grenadiers \| + 33 s \| \| 8e \| Carlos Rodríguez \| Espagne \| Ineos Grenadiers \| + 33 s \| \| 9e \| Mads Pedersen \| Danemark \| Trek-Segafredo \| + 34 s \| \| 10e \| Simon Yates \| Royaume-Uni \| BikeExchange-Jayco \| + 51 s \| |                    |             |                        |                  |
| |                    |             |                        |                  |
| Source : ProCyclingStats |                    |             |                        |                  |
| Classement général |                    |             |                        |                  |
| Coureur | Coureur            | Pays        | Équipe                 | Temps            |
| 1er | Primož Roglič      | Slovénie    | Jumbo-Visma            | 11 h 50 min 59 s |
| 2e | Sepp Kuss          | États-Unis  | Jumbo-Visma            | + 13 s           |
| 3e | Ethan Hayter       | Royaume-Uni | Ineos Grenadiers       | + 26 s           |
| 4e | Pavel Sivakov      | France      | Ineos Grenadiers       | + 26 s           |
| 5e | Tao Geoghegan Hart | Royaume-Uni | Ineos Grenadiers       | + 26 s           |
| 6e | Remco Evenepoel    | Belgique    | Quick-Step Alpha Vinyl | + 27 s           |
| 7e | Richard Carapaz    | Équateur    | Ineos Grenadiers       | + 33 s           |
| 8e | Carlos Rodríguez   | Espagne     | Ineos Grenadiers       | + 33 s           |
| 9e | Mads Pedersen      | Danemark    | Trek-Segafredo         | + 34 s           |
| 10e | Simon Yates        | Royaume-Uni | BikeExchange-Jayco     | + 51 s           |

| Classement par points | Classement par points | Classement par points | Classement par points | Classement par points |
| Coureur               | Coureur               | Pays                  | Équipe                | Points                |
| --------------------- | --------------------- | --------------------- | --------------------- | --------------------- |
| 1er                   | Sam Bennett           | Irlande               | Bora-Hansgrohe        | 127 pts               |
| 2e                    | Mads Pedersen         | Danemark              | Trek-Segafredo        | 118 pts               |
| 3e                    | Pascal Ackermann      | Allemagne             | UAE Team Emirates     | 34 pts                |
| 4e                    | Tim Merlier           | Belgique              | Alpecin-Deceuninck    | 34 pts                |
| 5e                    | Daniel McLay          | Royaume-Uni           | Arkéa-Samsic          | 34 pts                |
| 6e                    | Primož Roglič         | Slovénie              | Jumbo-Visma           | 30 pts                |
| 7e                    | Ethan Hayter          | Royaume-Uni           | Ineos Grenadiers      | 30 pts                |
| 8e                    | Enric Mas             | Espagne               | Movistar Team         | 22 pts                |
| 9e                    | James Shaw            | Royaume-Uni           | EF Education-EasyPost | 20 pts                |
| 10e                   | Thomas De Gendt       | Belgique              | Lotto-Soudal          | 20 pts                |

| Classement par points | Classement par points | Classement par points | Classement par points | Classement par points |
| Coureur               | Coureur               | Pays                  | Équipe                | Points                |
| --------------------- | --------------------- | --------------------- | --------------------- | --------------------- |
| 1er                   | Sam Bennett           | Irlande               | Bora-Hansgrohe        | 127 pts               |
| 2e                    | Mads Pedersen         | Danemark              | Trek-Segafredo        | 118 pts               |
| 3e                    | Pascal Ackermann      | Allemagne             | UAE Team Emirates     | 34 pts                |
| 4e                    | Tim Merlier           | Belgique              | Alpecin-Deceuninck    | 34 pts                |
| 5e                    | Daniel McLay          | Royaume-Uni           | Arkéa-Samsic          | 34 pts                |
| 6e                    | Primož Roglič         | Slovénie              | Jumbo-Visma           | 30 pts                |
| 7e                    | Ethan Hayter          | Royaume-Uni           | Ineos Grenadiers      | 30 pts                |
| 8e                    | Enric Mas             | Espagne               | Movistar Team         | 22 pts                |
| 9e                    | James Shaw            | Royaume-Uni           | EF Education-EasyPost | 20 pts                |
| 10e                   | Thomas De Gendt       | Belgique              | Lotto-Soudal          | 20 pts                |

| Classement de la montagne | Classement de la montagne | Classement de la montagne | Classement de la montagne | Classement de la montagne |
| Coureur                   | Coureur                   | Pays                      | Équipe                    | Points                    |
| ------------------------- | ------------------------- | ------------------------- | ------------------------- | ------------------------- |
| 1er                       | Joan Bou                  | Espagne                   | Euskaltel-Euskadi         | 5 pts                     |
| 2e                        | Primož Roglič             | Slovénie                  | Jumbo-Visma               | 3 pts                     |
| 3e                        | Julius van den Berg       | Pays-Bas                  | EF Education-EasyPost     | 3 pts                     |
| 4e                        | Jarrad Drizners           | Australie                 | Lotto-Soudal              | 3 pts                     |
| 5e                        | Thomas De Gendt           | Belgique                  | Lotto-Soudal              | 2 pts                     |
| 6e                        | Julian Alaphilippe        | France                    | Quick-Step Alpha Vinyl    | 2 pts                     |
| 7e                        | Jay Vine                  | Australie                 | Alpecin-Deceuninck        | 1 pt                      |
| 8e                        | Thibault Guernalec        | France                    | Arkéa-Samsic              | 1 pt                      |
| 9e                        | Ander Okamika             | Espagne                   | Burgos-BH                 | 1 pt                      |

| Classement de la montagne | Classement de la montagne | Classement de la montagne | Classement de la montagne | Classement de la montagne |
| Coureur                   | Coureur                   | Pays                      | Équipe                    | Points                    |
| ------------------------- | ------------------------- | ------------------------- | ------------------------- | ------------------------- |
| 1er                       | Joan Bou                  | Espagne                   | Euskaltel-Euskadi         | 5 pts                     |
| 2e                        | Primož Roglič             | Slovénie                  | Jumbo-Visma               | 3 pts                     |
| 3e                        | Julius van den Berg       | Pays-Bas                  | EF Education-EasyPost     | 3 pts                     |
| 4e                        | Jarrad Drizners           | Australie                 | Lotto-Soudal              | 3 pts                     |
| 5e                        | Thomas De Gendt           | Belgique                  | Lotto-Soudal              | 2 pts                     |
| 6e                        | Julian Alaphilippe        | France                    | Quick-Step Alpha Vinyl    | 2 pts                     |
| 7e                        | Jay Vine                  | Australie                 | Alpecin-Deceuninck        | 1 pt                      |
| 8e                        | Thibault Guernalec        | France                    | Arkéa-Samsic              | 1 pt                      |
| 9e                        | Ander Okamika             | Espagne                   | Burgos-BH                 | 1 pt                      |

| Classement du meilleur jeune | Classement du meilleur jeune | Classement du meilleur jeune | Classement du meilleur jeune | Classement du meilleur jeune |
| Coureur                      | Coureur                      | Pays                         | Équipe                       | Temps                        |
| ---------------------------- | ---------------------------- | ---------------------------- | ---------------------------- | ---------------------------- |
| 1er                          | Ethan Hayter                 | Royaume-Uni                  | Ineos Grenadiers             | 11 h 51 min 25 s             |
| 2e                           | Pavel Sivakov                | France                       | Ineos Grenadiers             | + 0 s                        |
| 3e                           | Remco Evenepoel              | Belgique                     | Quick-Step Alpha Vinyl       | + 1 s                        |
| 4e                           | Carlos Rodríguez             | Espagne                      | Ineos Grenadiers             | + 7 s                        |
| 5e                           | João Almeida                 | Portugal                     | UAE Team Emirates            | + 27 s                       |
| 6e                           | Juan Ayuso                   | Espagne                      | UAE Team Emirates            | + 27 s                       |
| 7e                           | Brandon McNulty              | États-Unis                   | UAE Team Emirates            | + 27 s                       |
| 8e                           | Sergio Higuita               | Colombie                     | Bora-Hansgrohe               | + 35 s                       |
| 9e                           | Gino Mäder                   | Suisse                       | Bahrain Victorious           | + 36 s                       |
| 10e                          | Juan Pedro López             | Espagne                      | Trek-Segafredo               | + 36 s                       |

| Classement du meilleur jeune | Classement du meilleur jeune | Classement du meilleur jeune | Classement du meilleur jeune | Classement du meilleur jeune |
| Coureur                      | Coureur                      | Pays                         | Équipe                       | Temps                        |
| ---------------------------- | ---------------------------- | ---------------------------- | ---------------------------- | ---------------------------- |
| 1er                          | Ethan Hayter                 | Royaume-Uni                  | Ineos Grenadiers             | 11 h 51 min 25 s             |
| 2e                           | Pavel Sivakov                | France                       | Ineos Grenadiers             | + 0 s                        |
| 3e                           | Remco Evenepoel              | Belgique                     | Quick-Step Alpha Vinyl       | + 1 s                        |
| 4e                           | Carlos Rodríguez             | Espagne                      | Ineos Grenadiers             | + 7 s                        |
| 5e                           | João Almeida                 | Portugal                     | UAE Team Emirates            | + 27 s                       |
| 6e                           | Juan Ayuso                   | Espagne                      | UAE Team Emirates            | + 27 s                       |
| 7e                           | Brandon McNulty              | États-Unis                   | UAE Team Emirates            | + 27 s                       |
| 8e                           | Sergio Higuita               | Colombie                     | Bora-Hansgrohe               | + 35 s                       |
| 9e                           | Gino Mäder                   | Suisse                       | Bahrain Victorious           | + 36 s                       |
| 10e                          | Juan Pedro López             | Espagne                      | Trek-Segafredo               | + 36 s                       |

| Classement par équipes | Classement par équipes | Classement par équipes | Classement par équipes |
| Équipe                 | Équipe                 | Pays                   | Temps                  |
| ---------------------- | ---------------------- | ---------------------- | ---------------------- |
| 1re                    | Ineos Grenadiers       | Royaume-Uni            | 34 h 44 min 29 s       |
| 2e                     | Bora-Hansgrohe         | Allemagne              | + 35 s                 |
| 3e                     | Jumbo-Visma            | Pays-Bas               | + 36 s                 |
| 4e                     | BikeExchange-Jayco     | Australie              | + 39 s                 |
| 5e                     | UAE Team Emirates      | Émirats arabes unis    | + 41 s                 |
| 6e                     | Trek-Segafredo         | États-Unis             | + 43 s                 |
| 7e                     | Movistar Team          | Espagne                | + 44 s                 |
| 8e                     | Groupama-FDJ           | France                 | + 49 s                 |
| 9e                     | Bahrain Victorious     | Bahreïn                | + 50 s                 |
| 10e                    | Quick-Step Alpha Vinyl | Belgique               | + 1 min 22 s           |

| Classement par équipes | Classement par équipes | Classement par équipes | Classement par équipes |
| Équipe                 | Équipe                 | Pays                   | Temps                  |
| ---------------------- | ---------------------- | ---------------------- | ---------------------- |
| 1re                    | Ineos Grenadiers       | Royaume-Uni            | 34 h 44 min 29 s       |
| 2e                     | Bora-Hansgrohe         | Allemagne              | + 35 s                 |
| 3e                     | Jumbo-Visma            | Pays-Bas               | + 36 s                 |
| 4e                     | BikeExchange-Jayco     | Australie              | + 39 s                 |
| 5e                     | UAE Team Emirates      | Émirats arabes unis    | + 41 s                 |
| 6e                     | Trek-Segafredo         | États-Unis             | + 43 s                 |
| 7e                     | Movistar Team          | Espagne                | + 44 s                 |
| 8e                     | Groupama-FDJ           | France                 | + 49 s                 |
| 9e                     | Bahrain Victorious     | Bahreïn                | + 50 s                 |
| 10e                    | Quick-Step Alpha Vinyl | Belgique               | + 1 min 22 s           |

## Abandons
Aucun abandon